# Aldeanueva de Guadalajara
Aldeanueva de Guadalajara è un comune spagnolo di 79 abitanti situato nella comunità autonoma di Castiglia-La Mancia.